# Яремівка (Ізюмський район)
Яре́мівка — село в Україні, у Оскільській сільській територіальній громаді Ізюмського району Харківської області. Населення становить 338 осіб (з них 162 — чоловіки, 176 — жінки). До 2017 орган місцевого самоврядування — Студенокська сільська рада.

## Географія
Село Яремівка знаходиться на правому березі річки Сіверський Донець, вище за течією на відстані 4,5 км розташоване село Синичине, нижче за течією примикає село Пасіка, на протилежному березі розташоване село Студенок. До села примикає невеликий лісовий масив. На протилежному березі річки розташована залізнична станція Яремівка.

## Історія
Під час організованого радянською владою Голодомору 1932—1933 років померло щонайменше 37 жителів села.
19 липня 2020 року, в результаті адміністративно-територіальної реформи та ліквідації Ізюмського району (1923—2020), село увійшло до складу новоутвореного Ізюмського району.

## Населення
Згідно з переписом УРСР 1989 року чисельність наявного населення села становила 329 осіб, з яких 135 чоловіків та 194 жінки.
За переписом населення України 2001 року в селі мешкало 335 осіб.

### Мова
Розподіл населення за рідною мовою за даними перепису 2001 року:
| Мова       | Відсоток |
| ---------- | -------- |
| українська | 94,97 %  |
| російська  | 5,03 %   |

## Економіка
- Молочно-товарна і свино-товарна ферми.
- ПСП «Придонецьке».

## Об'єкти соціальної сфери
- Школа. в даний час не функціонує
- Клуб.

## Пам'ятки
Поблизу села Яремівка в місцевості Веделиха, знаходиться одна з найстаріших на Україні стоянок стародавньої людини, яка відноситься до раннього палеоліту.
1951 року Дмитро Телегін й С. Н. Одинцова на нововкам'яній стоянці знайшли двостороннє крем'яне знаряддя, що нагадує кращі зразки пізньо-ашельських ручних різців. Хоча можливо віднесення знаряддя до мустьєрської культури.

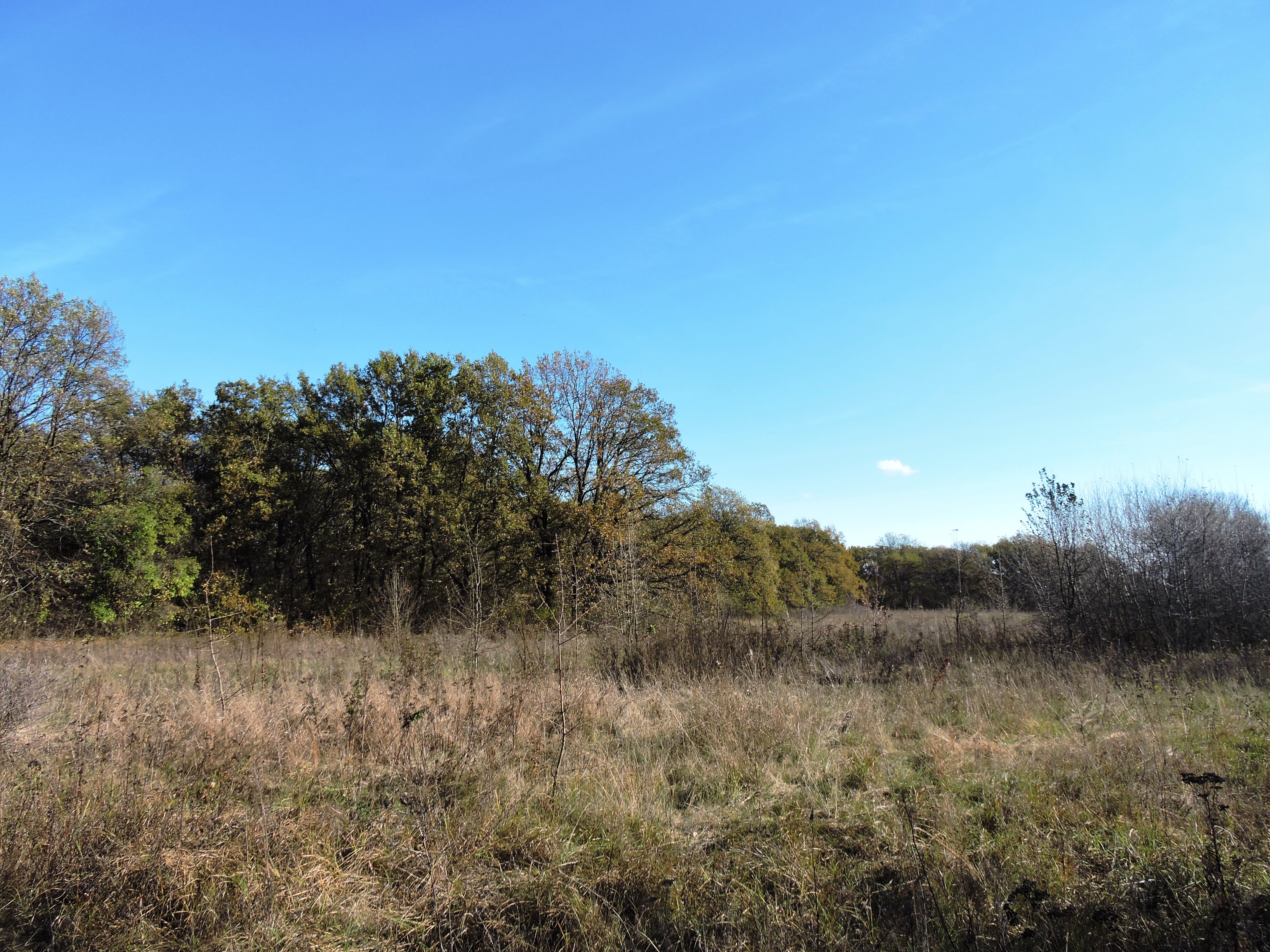
Стоянка доби неоліту

## Відомі люди
Гутиря В'ячеслав Володимирович (яремівський Діоген) — скульптор і художник.
В Яремівці знаходиться його літня резиденція. Те, що це — вона, можна відразу зрозуміти за скульптурами у стилі казок з крейду і пісковику у дворі, за дерев'яним з крейдяною совою колодязем, за крейдяним Стоунхенджем, розписаними воротами, а, головне, — за бочкою Діогена. Так, В'ячеслав Гутиря живе влітку в бочці, як Діоген. Щоправда, бочка велика — трохи більша за довжиною за бочку-цистерну, в яких перевозять газ, і розписана у стилі літнього неба.